# Morti il 25 marzo
| Questa pagina contiene informazioni ricavate automaticamente dalle voci biografiche con l'ausilio del template Bio e di un bot. L'aggiornamento è periodico e automatico e ricostruisce completamente la pagina. Se manca una persona in questa lista, sei pregato di non aggiungerla, ma accertati piuttosto che la sua voce biografica contenga il template Bio e che i dati anagrafici siano correttamente compilati. Se il template Bio manca, inseriscilo tu stesso o, in alternativa, metti l'avviso {{tmp\|Bio}} che ne segnala la mancanza. Se i dati riportati sono sbagliati, correggi direttamente la voce biografica; le modifiche saranno visibili in questa lista entro pochi giorni. Per chiarimenti vedi il progetto biografie. La lista contiene solo le 468 persone che sono citate nell'enciclopedia e per le quali è stato implementato correttamente il template Bio. Pagina aggiornata al 17 ago 2025. |

## X secolo(2)
- 941 - Burcardo II di Würzburg, vescovo tedesco
- 990 - Nicodemo da Cirò, monaco cristiano italiano (n. 900)

## XI secolo(2)
- 1005 - Kenneth III di Scozia, re
- 1053 - Procopio di Sázava, abate boemo

## XII secolo(2)
- 1131 - Liutgarda di Zähringen, nobile tedesca
- 1189 - Federico di Boemia, re boemo

## XIII secolo(4)
- 1223 - Alfonso II del Portogallo, sovrano (n. 1185)
- 1273 - Thomas Bérard, cavaliere medievale italiano
- 1289 - Bentivegna de' Bentivegni, cardinale, vescovo cattolico e francescano italiano
- 1298 - Sigfrido I di Anhalt-Zerbst, principe

## XIV secolo(2)
- 1306 - Ottone III di Ravensberg, nobile tedesco (n. 1246)
- 1323 - Maria d'Ungheria, sovrana (n. 1257)

## XV secolo(7)
- 1401 - Maria di Sicilia, duchessa (n. 1363)
- 1424 - Odette de Champdivers, nobile francese (n. 1385)
- 1458 - Íñigo López de Mendoza, poeta e militare spagnolo (n. 1398)
- 1473 - Jean II de Croÿ, nobile belga
- 1478 - Thomas FitzGerald, VII conte di Kildare, nobile e politico irlandese (n. 1421)
- 1500 - Gastone II di Foix-Candale, nobile francese (n. 1448)
- 1500 - Bartolomé Martí, cardinale e vescovo cattolico spagnolo

## XVI secolo(13)
- 1513 - Geremia Lambertenghi, religioso italiano (n. 1440)
- 1513 - Maurice O'Fihely, teologo e arcivescovo cattolico irlandese
- 1537 - Carlo IV di Borbone-Vendôme, nobile (n. 1489)
- 1549 - Veit Dietrich, teologo tedesco (n. 1506)
- 1558 - Girolamo Doria, cardinale italiano (n. 1495)
- 1558 - Marco da Nizza, esploratore e francescano italiano
- 1561 - Conrad Lycosthenes, umanista e enciclopedista francese (n. 1518)
- 1575 - Joseph ben Ephraim Karo, rabbino, filosofo e giurista spagnolo (n. 1488)
- 1577 - Luigi III de La Trémoille, nobile francese (n. 1521)
- 1581 - Giovanni Battista Camozzi, letterato e filologo italiano (n. 1515)
- 1586 - Margaret Clitherow, inglese (n. 1556)
- 1588 - Giuseppe Moleti, scienziato italiano (n. 1531)
- 1598 - Giulio di Alessandro de' Medici, ambasciatore e ammiraglio italiano (n. 1532)

## XVII secolo(13)
- 1603 - Ikoma Chikamasa, militare giapponese (n. 1526)
- 1609 - Isabelle de la Tour, nobildonna francese (n. 1535)
- 1609 - Olaus Martini, arcivescovo luterano svedese (n. 1557)
- 1609 - Giovanni Guglielmo di Jülich-Kleve-Berg, duca (n. 1562)
- 1647 - Francesco III Ventimiglia, nobile, politico e militare italiano (n. 1580)
- 1650 - Elisabetta di Brunswick-Wolfenbüttel, duchessa (n. 1593)
- 1658 - Ermanno IV d'Assia-Rotenburg, tedesco (n. 1607)
- 1671 - Marin Boucher, operaio francese (n. 1587)
- 1672 - Gaudenzio da Brescia, teologo italiano (n. 1612)
- 1677 - Wenceslaus Hollar, incisore ceco (n. 1607)
- 1691 - Juan de Rocamora, generale spagnolo (n. 1618)
- 1695 - Ludwika Karolina Radziwiłł, principessa polacca (n. 1667)
- 1696 - Enrico Casimiro II di Nassau-Dietz, nobile (n. 1657)

## XVIII secolo(20)
- 1701 - Jean Regnault de Segrais, poeta, letterato e traduttore francese (n. 1624)
- 1705 - Suzanne du Plessis-Bellière, francese (n. 1605)
- 1719 - Pietro Paolo Laurenti, compositore e cantante italiano (n. 1675)
- 1726 - Nicola Malinconico, pittore italiano (n. 1663)
- 1729 - Christoph Franz von Hutten, vescovo cattolico tedesco (n. 1673)
- 1732 - Lucia Filippini, religiosa italiana (n. 1672)
- 1736 - Nicholas Hawksmoor, architetto inglese
- 1738 - Turlough O'Carolan, compositore e arpista irlandese (n. 1670)
- 1747 - Christoph Friedrich Ayrmann, storico tedesco (n. 1695)
- 1751 - Federico I di Svezia, re (n. 1676)
- 1752 - Giovanni Bonaventura Neri Badia, giurista italiano (n. 1657)
- 1758 - Domenico Selva, italiano
- 1761 - Antonio Falangola, vescovo cattolico italiano (n. 1699)
- 1764 - Michail Michajlovič Golicyn, ammiraglio e diplomatico russo (n. 1684)
- 1774 - Zeynep Sultan, principessa ottomana (n. 1714)
- 1774 - Carolina di Nassau-Saarbrücken, contessa tedesca (n. 1704)
- 1781 - Francesco Gaetano Incontri, arcivescovo cattolico italiano (n. 1704)
- 1789 - Julie von Voss, nobildonna tedesca (n. 1766)
- 1794 - Augustin-Joseph de Mailly, generale francese (n. 1708)
- 1799 - Carlo Aloisio di Fürstenberg, generale austriaco (n. 1760)

## XIX secolo(51)
- 1801 - Novalis, poeta, teologo e filosofo tedesco (n. 1772)
- 1804 - José Campos Julián, arcivescovo cattolico spagnolo (n. 1727)
- 1805 - George Lennox, militare inglese (n. 1737)
- 1809 - Anna Seward, scrittrice, poetessa e critica letteraria inglese (n. 1742)
- 1813 - Maria Luigia Raggi, pittrice italiana (n. 1742)
- 1814 - Francesco Bruno di Tornaforte, generale italiano (n. 1729)
- 1817 - Francesco Amoretti, incisore italiano (n. 1747)
- 1818 - Henry Lee III, generale e politico inglese (n. 1756)
- 1818 - Caspar Wessel, matematico norvegese (n. 1745)
- 1823 - Giuseppe Bartolomeo Menochio, vescovo cattolico italiano (n. 1741)
- 1825 - Charles François de Bonnay, ufficiale, diplomatico e politico francese (n. 1750)
- 1825 - Antoine Fabre d'Olivet, scrittore francese (n. 1767)
- 1828 - Astorre Hercolani, V principe Hercolani, militare e politico italiano (n. 1779)
- 1831 - Nicolas-Alexis Ondernard, vescovo cattolico francese (n. 1756)
- 1835 - Friederike Brun, scrittrice danese (n. 1765)
- 1848 - Carlo Porro, naturalista italiano (n. 1813)
- 1850 - Francesco Basili, compositore italiano (n. 1767)
- 1860 - Julia Pastrana, circense messicana (n. 1834)
- 1862 - Charles-Richard Lambert, musicista, direttore d'orchestra e docente statunitense (n. 1800)
- 1864 - Karl Ernst Claus, chimico tedesco (n. 1796)
- 1864 - Vincenzo Lazari, numismatico, archeologo e storico italiano (n. 1823)
- 1865 - Feliks Paweł Jarocki, zoologo e entomologo polacco (n. 1790)
- 1865 - Giuseppe Marzorati, vescovo cattolico italiano (n. 1818)
- 1867 - Francesco Gera, medico e agronomo italiano (n. 1803)
- 1867 - Jakob Ignaz Hittorff, architetto e archeologo francese (n. 1792)
- 1867 - Friedlieb Ferdinand Runge, chimico tedesco (n. 1794)
- 1869 - Edward Bates, politico e avvocato statunitense (n. 1793)
- 1869 - Igino Ugo Tarchetti, scrittore, giornalista e militare italiano (n. 1839)
- 1871 - Paolo Farina, funzionario e politico italiano (n. 1806)
- 1872 - Luigi Tinelli, patriota, imprenditore e diplomatico italiano (n. 1799)
- 1873 - Wilhelm Marstrand, scultore danese (n. 1810)
- 1874 - Egor Petrovič Tolstoj, militare e politico russo (n. 1802)
- 1875 - Amédée Achard, romanziere e drammaturgo francese (n. 1814)
- 1875 - Robert von Salm-Reifferscheidt-Raitz, politico e diplomatico austriaco (n. 1804)
- 1879 - Cristoforo Mazara, nobile e politico italiano (n. 1809)
- 1880 - Ludmilla Assing, scrittrice tedesca (n. 1821)
- 1880 - Valentín Carderera, pittore e storico dell'arte spagnolo (n. 1796)
- 1880 - Vincenzo Gorga, presbitero e missionario italiano (n. 1852)
- 1880 - Tommaso Marani, patriota italiano (n. 1832)
- 1883 - Lorenzo Gastaldi, arcivescovo cattolico italiano (n. 1815)
- 1883 - Timothy Otis Howe, politico statunitense (n. 1816)
- 1886 - Maria Teresa d'Austria-Este, regina (n. 1817)
- 1886 - Johan Georg Huber, presbitero svedese (n. 1820)
- 1886 - Giacomo Mattei, politico italiano (n. 1813)
- 1888 - William Eden Nesfield, architetto e designer inglese (n. 1835)
- 1888 - Désiré Nisard, scrittore e traduttore francese (n. 1806)
- 1890 - Joseph Sugar Baly, medico e entomologo inglese (n. 1816)
- 1890 - John Turtle Wood, archeologo britannico (n. 1821)
- 1891 - Stefano Jacini, politico e economista italiano (n. 1826)
- 1899 - Lazzaro Gagliardo, politico italiano (n. 1835)
- 1900 - John Henry Pepper, scienziato e inventore britannico (n. 1821)

## XX secolo(228)
- 1902 - Philipp Grünne, generale austriaco (n. 1833)
- 1903 - Hector MacDonald, generale britannico (n. 1853)
- 1904 - Zakarine, re laotiano (n. 1840)
- 1905 - Matteo Schilizzi, imprenditore e filantropo italiano (n. 1858)
- 1905 - Constantin von Waldburg-Zeil, nobile e politico tedesco (n. 1839)
- 1906 - Maria Rosa Flesch, francescano tedesca (n. 1826)
- 1909 - Ruperto Chapí, compositore spagnolo (n. 1851)
- 1909 - Lorenzo Orengo, scultore italiano (n. 1838)
- 1909 - Aristide Salvatori, patriota e giornalista italiano (n. 1838)
- 1911 - Giuseppe Missori, militare italiano (n. 1829)
- 1912 - Emanuele Basile, magistrato e patriota italiano (n. 1837)
- 1912 - Giuseppe Capruzzi, avvocato e politico italiano (n. 1847)
- 1912 - Antonio Pacinotti, patriota, politico e scienziato italiano (n. 1841)
- 1912 - Adalbert J. Volck, odontoiatra e fumettista tedesco (n. 1828)
- 1913 - William J. Northen, politico statunitense (n. 1835)
- 1913 - Garnet Wolseley, generale britannico (n. 1833)
- 1914 - Frédéric Mistral, scrittore e poeta francese (n. 1830)
- 1915 - Mario Faccioli, pioniere dell'aviazione italiano (n. 1885)
- 1916 - Augusto Gaudenzi, storico e giurista italiano (n. 1858)
- 1917 - Carlo Melchiotti, italiano (n. 1839)
- 1918 - Claude Debussy, compositore e pianista francese (n. 1862)
- 1919 - Wilhelm Lehmbruck, scultore e pittore tedesco (n. 1881)
- 1920 - Aloisio del Liechtenstein, politico austriaco (n. 1846)
- 1922 - Vilma Hugonnai, medico ungherese (n. 1847)
- 1922 - Ulrich Thieme, storico dell'arte e lessicografo tedesco (n. 1865)
- 1923 - Charles Immanuel Forsyth Major, zoologo e paleontologo svizzero (n. 1843)
- 1924 - Wong Fei-hung, medico e artista marziale cinese (n. 1847)
- 1927 - Maryam Sūltanah Danil Ghaţţas, religiosa palestinese (n. 1843)
- 1927 - Alfred von Domaszewski, archeologo austriaco (n. 1856)
- 1927 - Vittorio Frascani, medico e politico italiano (n. 1857)
- 1927 - Emil Sax, economista austriaco (n. 1845)
- 1928 - Nina Bang, politica danese (n. 1866)
- 1928 - Albert Pitres, neurologo francese (n. 1848)
- 1929 - Otokar Březina, poeta ceco (n. 1868)
- 1929 - Robert Ridgway, ornitologo statunitense (n. 1850)
- 1930 - Tina Di Lorenzo, attrice teatrale italiana (n. 1872)
- 1930 - Henri Jobier, schermidore francese (n. 1879)
- 1931 - Fernand Nozière, commediografo e giornalista francese (n. 1874)
- 1931 - Ida B. Wells, attivista, giornalista e sociologa statunitense (n. 1862)
- 1932 - Harriet Backer, pittrice norvegese (n. 1845)
- 1933 - Camillo Acqua, entomologo italiano (n. 1863)
- 1933 - Erik Jan Hanussen, illusionista austriaco (n. 1889)
- 1933 - Giuseppe Leone, avvocato e politico italiano (n. 1864)
- 1933 - João de Deus Mena Barreto, generale e politico brasiliano (n. 1874)
- 1934 - Arthur Dorward, generale britannico (n. 1848)
- 1935 - Renato Zanelli, baritono e tenore cileno (n. 1892)
- 1936 - Horacio Vásquez, politico dominicano (n. 1860)
- 1937 - John Drinkwater, poeta, drammaturgo e critico letterario inglese (n. 1882)
- 1937 - Georges Valmier, pittore, incisore e scenografo francese (n. 1885)
- 1938 - Giuseppe Guidi di Bagno, imprenditore e politico italiano (n. 1874)
- 1938 - Cornelius Gurlitt, architetto tedesco (n. 1850)
- 1938 - Osvaldo Paladini, ammiraglio italiano (n. 1866)
- 1939 - Jack Abeillé, illustratore e incisore francese (n. 1873)
- 1939 - Gerhard Wagner, medico tedesco (n. 1888)
- 1941 - Nino Levi, giurista e politico italiano (n. 1894)
- 1941 - Luigi Natoli, scrittore e storiografo italiano (n. 1857)
- 1942 - William Carr, canottiere britannico (n. 1876)
- 1942 - Ivan Karpovič Golubec, marinaio sovietico (n. 1916)
- 1943 - Hans von Tschammer und Osten, politico tedesco (n. 1887)
- 1943 - Vittorio Zampedri, calciatore italiano (n. 1911)
- 1944 - Omeljan Kovč, presbitero ucraino (n. 1884)
- 1944 - Hinrich Schuldt, generale tedesco (n. 1901)
- 1945 - Basil Hamilton-Temple-Blackwood, IV marchese di Dufferin e Ava, politico e ufficiale inglese (n. 1909)
- 1945 - Josef Brandstetter, calciatore austriaco (n. 1890)
- 1945 - Franz Hrdlicka, aviatore tedesco (n. 1920)
- 1945 - Ornello Pederzoli, partigiano italiano (n. 1925)
- 1945 - William Rupertus, generale statunitense (n. 1889)
- 1946 - Ludwig Deubner, filologo classico e storico tedesco (n. 1877)
- 1946 - Huck Hartman, cestista statunitense (n. 1920)
- 1946 - Aileen Manning, attrice statunitense (n. 1886)
- 1946 - Concezio Petrucci, architetto e urbanista italiano (n. 1902)
- 1946 - Giacomo Sartori, mandolinista, violinista e compositore italiano (n. 1860)
- 1946 - Francesco Sassano, carabiniere italiano (n. 1915)
- 1947 - Jules Flandrin, pittore francese (n. 1871)
- 1948 - Warren Hymer, attore statunitense (n. 1906)
- 1948 - Paul Nitsche, psichiatra tedesco (n. 1876)
- 1948 - Vittorio Novarese, geologo e mineralogista italiano (n. 1861)
- 1949 - Harold Halse, calciatore inglese (n. 1886)
- 1949 - Augusto Guglielmo di Prussia, principe prussiano (n. 1887)
- 1949 - Hanns Albin Rauter, generale austriaco (n. 1895)
- 1949 - Dante Veroni, politico italiano (n. 1878)
- 1950 - Frank Buck, attore, regista e scrittore statunitense (n. 1884)
- 1950 - Albert Lynch, pittore peruviano (n. 1860)
- 1950 - Rosario Pasqualino Vassallo, politico e avvocato italiano (n. 1861)
- 1951 - Wilhelm Altmann, storico e musicologo tedesco (n. 1862)
- 1951 - Sid Catlett, batterista statunitense (n. 1910)
- 1951 - Eddie Collins, giocatore di baseball statunitense (n. 1887)
- 1951 - Michel Filippi, schermidore francese (n. 1875)
- 1951 - Oscar Micheaux, regista, sceneggiatore e attore statunitense (n. 1884)
- 1951 - Abdul Hamid Zangeneh, politico iraniano (n. 1899)
- 1952 - Léon Kauffman, politico lussemburghese (n. 1869)
- 1954 - Gertrud Bäumer, politica e scrittrice tedesca (n. 1873)
- 1954 - Leon Schiller, regista polacco (n. 1887)
- 1955 - Vittorio Butera, poeta italiano (n. 1877)
- 1955 - Paolo Marzari, imprenditore italiano (n. 1869)
- 1956 - Robert Newton, attore inglese (n. 1905)
- 1956 - Giovanni Scolari, fumettista e illustratore italiano (n. 1882)
- 1957 - Pasquale Almerico, politico italiano (n. 1914)
- 1957 - Max Ophüls, regista e sceneggiatore tedesco (n. 1902)
- 1958 - Rina Melli, giornalista e sindacalista italiana (n. 1882)
- 1958 - Emerson Whithorne, compositore e musicologo statunitense (n. 1884)
- 1959 - Ejler Allert, canottiere danese (n. 1881)
- 1959 - Albert Kruschel, ciclista su strada statunitense (n. 1889)
- 1960 - Arturo Ambrosio, regista e produttore cinematografico italiano (n. 1870)
- 1960 - Enrico Conci, politico italiano (n. 1866)
- 1960 - Reinhard Demoll, zoologo tedesco (n. 1882)
- 1961 - Lorenzo Calogero, poeta italiano (n. 1910)
- 1961 - Arthur Drewry, dirigente sportivo inglese (n. 1891)
- 1961 - Vojislav Kecmanović, politico bosniaco (n. 1881)
- 1961 - Anthony Ashley-Cooper, IX conte di Shaftesbury, generale e filantropo inglese (n. 1869)
- 1962 - Felice Maria Cappello, presbitero italiano (n. 1879)
- 1962 - Joop Carp, velista olandese (n. 1897)
- 1962 - Antonín Novotný, nuotatore e pallanuotista cecoslovacco (n. 1900)
- 1963 - Antonio Lamaro, imprenditore italiano (n. 1893)
- 1963 - Davey Moore, pugile statunitense (n. 1933)
- 1963 - Donald Piper, cestista statunitense (n. 1911)
- 1963 - Elmer S. Riggs, paleontologo statunitense (n. 1869)
- 1964 - Martin Borthen, velista norvegese (n. 1878)
- 1964 - Anton Mario Lanza, scacchista italiano (n. 1899)
- 1964 - Benito Nardone Cetrulo, politico uruguaiano (n. 1906)
- 1965 - Óscar Cristi, cavaliere cileno (n. 1916)
- 1965 - Giorgio Federico Ghedini, compositore italiano (n. 1892)
- 1965 - Viola Liuzzo, attivista statunitense (n. 1925)
- 1965 - Ladislao Vajda, regista, sceneggiatore e montatore ungherese (n. 1906)
- 1966 - Michele Giua, chimico e politico italiano (n. 1889)
- 1966 - Vladimir Fëdorovič Minorskij, iranista russo (n. 1877)
- 1966 - Zara Prima, cantante italiana (n. 1894)
- 1967 - Renato Cellini, direttore d'orchestra italiano (n. 1912)
- 1967 - Johannes Itten, pittore, designer e scrittore svizzero (n. 1888)
- 1968 - Arnulf Øverland, scrittore e poeta norvegese (n. 1889)
- 1968 - Ettore Rossi, architetto e dirigente sportivo italiano (n. 1894)
- 1968 - Alberto Tallone, editore e tipografo italiano (n. 1898)
- 1969 - Marcel Domergue, calciatore francese (n. 1901)
- 1969 - Max Eastman, scrittore e critico letterario statunitense (n. 1883)
- 1969 - Alan Mowbray, attore britannico (n. 1896)
- 1970 - Rosa Rolanda, pittrice, fotografa e ballerina statunitense (n. 1895)
- 1970 - Xu Haidong, politico, scrittore e generale cinese (n. 1900)
- 1971 - Thomas Barth, mineralogista norvegese (n. 1899)
- 1971 - Maurice Meyer, calciatore francese (n. 1892)
- 1973 - Stephen Goosson, scenografo statunitense (n. 1889)
- 1973 - Edward Steichen, fotografo e pittore lussemburghese (n. 1879)
- 1974 - Georges Rigal, nuotatore e pallanuotista francese (n. 1890)
- 1974 - Jānis Tiltiņš, cestista lettone (n. 1909)
- 1975 - Luigi Cambiaso, ginnasta italiano (n. 1895)
- 1975 - Faysal dell'Arabia Saudita, sovrano saudita (n. 1906)
- 1975 - Michèle Girardon, attrice francese (n. 1938)
- 1975 - František Krejčí, calciatore cecoslovacco (n. 1898)
- 1976 - Ihsan Nuri, militare e politico curdo (n. 1892)
- 1977 - Nunnally Johnson, regista statunitense (n. 1897)
- 1977 - Boris Semënovič Markov, attore e regista sovietico (n. 1924)
- 1977 - Alphonse Massamba-Débat, politico della Repubblica del Congo (n. 1921)
- 1977 - Rodolfo Walsh, giornalista e scrittore argentino (n. 1927)
- 1978 - Leslie Fenton, attore e regista statunitense (n. 1902)
- 1978 - Ugo Ferrazzi, calciatore italiano (n. 1905)
- 1978 - Patrizia Giugno, showgirl e cantante italiana (n. 1957)
- 1978 - Jack Hulbert, attore e scrittore inglese (n. 1892)
- 1978 - Giuseppe Lombardi, ammiraglio italiano (n. 1886)
- 1978 - Hanna Ralph, attrice tedesca (n. 1888)
- 1979 - Andreas Rinkel, arcivescovo vetero-cattolico olandese (n. 1889)
- 1980 - Milton Erickson, psichiatra e psicoterapeuta statunitense (n. 1901)
- 1980 - Michele Motta, ciclista su strada italiano (n. 1921)
- 1980 - James Wright, poeta statunitense (n. 1927)
- 1981 - Virgilio Bellone, musicista e religioso italiano (n. 1907)
- 1981 - Edward Lasker, scacchista, ingegnere e goista statunitense (n. 1885)
- 1982 - Goodman Ace, comico e giornalista statunitense (n. 1899)
- 1982 - Carlos Falp, pallanuotista spagnolo (n. 1913)
- 1982 - Marie-Agnès de Gaulle, partigiana francese (n. 1889)
- 1983 - Thomas Sovereign Gates, politico e militare statunitense (n. 1906)
- 1983 - Walter Pagel, patologo e storico della scienza tedesco (n. 1898)
- 1983 - Piero Pampaloni, calciatore italiano (n. 1909)
- 1983 - Zelante Salvatorini, calciatore italiano (n. 1907)
- 1983 - Martha Sleeper, attrice statunitense (n. 1910)
- 1983 - Bob Waterfield, giocatore di football americano statunitense (n. 1920)
- 1984 - Robert Mandrou, storico francese (n. 1921)
- 1984 - Martin Stokken, fondista e mezzofondista norvegese (n. 1923)
- 1985 - John Langdon, cestista statunitense (n. 1923)
- 1985 - Dino Luigi Romoli, vescovo cattolico italiano (n. 1900)
- 1985 - Zvee Scooler, attore ucraino (n. 1899)
- 1985 - Mario Vinciguerra, batterista e compositore italiano (n. 1909)
- 1986 - Gloria Blondell, attrice e doppiatrice statunitense (n. 1915)
- 1986 - George Cehanovsky, baritono statunitense (n. 1892)
- 1986 - Saverio Garonzi, imprenditore e dirigente sportivo italiano (n. 1910)
- 1986 - Helmut Jahn, calciatore tedesco (n. 1917)
- 1986 - Domenico Mezzadra, partigiano e politico italiano (n. 1920)
- 1986 - Barbara Moffett, attrice statunitense (n. 1924)
- 1987 - Carolin Babcock, tennista statunitense (n. 1912)
- 1987 - Ivan Petrovič Ivanov-Vano, regista e sceneggiatore sovietico (n. 1900)
- 1987 - Henry Labouisse, diplomatico statunitense (n. 1904)
- 1987 - Moustache, batterista, attore e imprenditore francese (n. 1929)
- 1987 - Fanny Vialardi di Sandigliano, cavallerizza italiana (n. 1897)
- 1988 - Apel·les Fenosa, scultore spagnolo (n. 1899)
- 1988 - Robert Joffrey, ballerino, coreografo e produttore teatrale statunitense (n. 1930)
- 1988 - Leonid Pavlovič Makaryčev, regista sovietico (n. 1927)
- 1988 - Emilio Radius, giornalista, romanziere e saggista italiano (n. 1904)
- 1989 - Reginald Le Borg, regista austriaco (n. 1902)
- 1989 - Emanuele Rapisarda, latinista italiano (n. 1900)
- 1990 - Karl Brown, direttore della fotografia, sceneggiatore e regista statunitense (n. 1896)
- 1990 - Bertil Linde, hockeista su ghiaccio svedese (n. 1907)
- 1991 - Robert Duis, cestista tedesco (n. 1913)
- 1991 - Riccardo Fellini, attore e regista italiano (n. 1921)
- 1991 - Marcel Lefebvre, arcivescovo cattolico francese (n. 1905)
- 1991 - Wolfgang Müller-Wiener, storico dell'architettura e archeologo tedesco (n. 1923)
- 1991 - Mauro Spagnoletti, educatore, storico e giornalista italiano (n. 1922)
- 1991 - Ernesto Vercesi, politico italiano (n. 1920)
- 1992 - Nancy Walker, attrice e regista statunitense (n. 1922)
- 1993 - Volker Eckstein, attore tedesco (n. 1946)
- 1994 - Luigi Bodenza, poliziotto italiano (n. 1944)
- 1994 - Angelines Fernández, attrice spagnola (n. 1924)
- 1994 - Igor' Aronovič Gostev, regista sovietico (n. 1925)
- 1994 - Max Petitpierre, politico svizzero (n. 1899)
- 1995 - Antonio Baslini, giornalista, politico e imprenditore italiano (n. 1926)
- 1995 - James Samuel Coleman, sociologo statunitense (n. 1926)
- 1995 - Davide Nardoni, filologo italiano (n. 1923)
- 1995 - Stuart Milner-Barry, scacchista e crittografo britannico (n. 1906)
- 1996 - Mary Lavin, scrittrice irlandese (n. 1912)
- 1996 - Dioscoro Siarot Rabor, zoologo filippino (n. 1911)
- 1996 - Marcello Spaccini, politico italiano (n. 1911)
- 1997 - Alessandro Dommarco, poeta, scrittore e traduttore italiano (n. 1912)
- 1997 - Leo Gasperl, sciatore alpino austriaco (n. 1912)
- 1997 - Oswaldo Silva, calciatore brasiliano (n. 1926)
- 1997 - Zhao Ziyue, attore cinese (n. 1909)
- 1998 - Daniel Massey, attore britannico (n. 1933)
- 1998 - Anselmo Pucci, politico e sindacalista italiano (n. 1923)
- 1998 - Steven Schiff, politico e avvocato statunitense (n. 1947)
- 1999 - V"jačeslav Čornovil, politico ucraino (n. 1937)
- 2000 - Paul Călinescu, regista e sceneggiatore rumeno (n. 1902)
- 2000 - Jim Cash, sceneggiatore statunitense (n. 1941)
- 2000 - Eduardo Enrique Rodríguez, calciatore argentino (n. 1918)

## XXI secolo(124)
- 2001 - Gemma Fortini, storica e giornalista italiana (n. 1926)
- 2002 - Eddie Lim, cestista filippino (n. 1930)
- 2002 - Martino Rizzotti, biologo e saggista italiano (n. 1946)
- 2003 - Luciano Della Mea, attivista, partigiano e giornalista italiano (n. 1924)
- 2003 - Adam Osborne, editore e informatico inglese (n. 1939)
- 2003 - Michail Ryžak, pallanuotista sovietico (n. 1927)
- 2004 - Renato Bonelli, storico dell'architettura e architetto italiano (n. 1911)
- 2004 - Giuseppe Breveglieri, giornalista italiano (n. 1935)
- 2005 - Giuseppe Calzolari, calciatore italiano (n. 1934)
- 2005 - Pietro Micheletti, militare italiano (n. 1900)
- 2006 - Johan Bontekoe, nuotatore olandese (n. 1943)
- 2006 - Pierina Campanella, dirigente d'azienda italiana (n. 1904)
- 2006 - Antonio De Vito, avvocato e politico italiano (n. 1919)
- 2006 - Francesco Dragosei, anglista, scrittore e disegnatore italiano (n. 1942)
- 2006 - Rocío Dúrcal, cantante e chitarrista spagnola (n. 1944)
- 2006 - Richard Fleischer, regista, sceneggiatore e produttore cinematografico statunitense (n. 1916)
- 2006 - Alvaro Noguera Giménez, imprenditore, economista e mecenate spagnolo (n. 1939)
- 2006 - Buck Owens, cantautore statunitense (n. 1929)
- 2006 - Edoardo Storti, ematologo italiano (n. 1909)
- 2007 - Renato Coppola, medico e politico italiano (n. 1925)
- 2007 - Homer Fuller, cestista e allenatore di pallacanestro statunitense (n. 1920)
- 2007 - Geno Hartlaub, scrittrice tedesca (n. 1915)
- 2007 - Andranik Margaryan, politico armeno (n. 1951)
- 2007 - Lynn Merrick, attrice statunitense (n. 1919)
- 2008 - Ben Carnevale, cestista e allenatore di pallacanestro statunitense (n. 1915)
- 2008 - Austinu Casanova, politico francese (n. 1916)
- 2008 - Thierry Gilardi, giornalista e rugbista a 15 francese (n. 1958)
- 2008 - Dembo Jobarteh, musicista gambiano (n. 1976)
- 2008 - Abby Mann, sceneggiatore, produttore televisivo e drammaturgo statunitense (n. 1927)
- 2008 - Ugo Pizzarelli, militare italiano (n. 1918)
- 2008 - Georgij Schirtladze, lottatore sovietico (n. 1932)
- 2009 - Zvest Apollonio, pittore e scenografo sloveno (n. 1935)
- 2009 - Yukio Endō, ginnasta giapponese (n. 1937)
- 2009 - Luciano Michetti Ricci, giornalista e regista italiano (n. 1929)
- 2009 - Giovanni Parisi, pugile italiano (n. 1967)
- 2010 - Giovanni Acerboni, calciatore italiano (n. 1908)
- 2010 - Duilio Courir, critico musicale italiano (n. 1928)
- 2010 - Antonio Negro, medico italiano (n. 1908)
- 2010 - Elisabeth Noelle-Neumann, sociologa tedesca (n. 1916)
- 2010 - Václav Syrový, sollevatore cecoslovacco (n. 1934)
- 2011 - César Benavides, generale e politico cileno (n. 1912)
- 2011 - Charles Micallef, calciatore maltese (n. 1943)
- 2011 - Michele Sovente, poeta italiano (n. 1948)
- 2012 - Luciano Antonetti, giornalista italiano (n. 1926)
- 2012 - Leila Selli, cantante italiana (n. 1940)
- 2012 - Antonio Tabucchi, scrittore, critico letterario e traduttore italiano (n. 1943)
- 2013 - Jean Desforges, lunghista, ostacolista e velocista britannica (n. 1929)
- 2013 - Ben Goldfaden, cestista statunitense (n. 1913)
- 2013 - Giancarlo Martini, pilota automobilistico italiano (n. 1947)
- 2013 - Hasan Muhammad Nur Shatigadud, politico somalo (n. 1946)
- 2013 - Guido Saba, critico letterario italiano (n. 1921)
- 2014 - Lynda Petty, attrice e doppiatrice statunitense (n. 1942)
- 2014 - Ralph Wilson Jr., dirigente sportivo statunitense (n. 1918)
- 2014 - Lode Wouters, ciclista su strada belga (n. 1929)
- 2015 - Ivo Garrani, attore e doppiatore italiano (n. 1924)
- 2015 - Joseph Lopreato, sociologo statunitense (n. 1928)
- 2015 - Nanda, attrice indiana (n. 1939)
- 2015 - Renato Solmi, storico e traduttore italiano (n. 1927)
- 2015 - Ron Suart, calciatore e allenatore di calcio britannico (n. 1920)
- 2015 - Armando Tomasi, pittore italiano (n. 1940)
- 2016 - Raúl Cárdenas, allenatore di calcio e calciatore messicano (n. 1928)
- 2016 - Angela Goodwin, attrice italiana (n. 1925)
- 2016 - Paolo Poli, attore, regista teatrale e cantante italiano (n. 1929)
- 2016 - Lester Thurow, economista statunitense (n. 1938)
- 2016 - Abu Ali al-Anbari, generale iracheno
- 2017 - Sheila Bond, attrice e cantante statunitense (n. 1927)
- 2017 - Giorgio Capitani, regista, sceneggiatore e attore italiano (n. 1927)
- 2017 - Orlando Etcheberrigaray, cestista cileno (n. 1933)
- 2017 - Asbjørn Hansen, calciatore norvegese (n. 1930)
- 2017 - Eckie Jordan, cestista statunitense (n. 1925)
- 2017 - Giuseppe Quatriglio, giornalista e scrittore italiano (n. 1922)
- 2017 - Gino Scevarolli, politico italiano (n. 1930)
- 2017 - Cuthbert Sebastian, medico e politico nevisiano (n. 1921)
- 2018 - Marco Brandolin, calciatore italiano (n. 1922)
- 2018 - Maretta Scoca, politica e avvocato italiana (n. 1938)
- 2019 - Paul Dawkins, cestista statunitense (n. 1957)
- 2019 - Andrea Emiliani, storico dell'arte e funzionario italiano (n. 1931)
- 2019 - Miklós Martin, pallanuotista ungherese (n. 1931)
- 2019 - Antonio Napoletano, vescovo cattolico italiano (n. 1937)
- 2019 - Cal Ramsey, cestista e giornalista statunitense (n. 1937)
- 2019 - Fumio Saitō, cestista giapponese (n. 1953)
- 2019 - Ludwig Sprenger, sciatore alpino italiano (n. 1971)
- 2019 - Schmuel Winograd, informatico e ingegnere israeliano (n. 1936)
- 2020 - Danilo Barozzi, ciclista su strada italiano (n. 1927)
- 2020 - Jennifer Bate, organista britannica (n. 1944)
- 2020 - Mark Blum, attore statunitense (n. 1950)
- 2020 - Floyd Cardoz, cuoco, imprenditore e personaggio televisivo indiano (n. 1960)
- 2020 - John Davies, nuotatore australiano (n. 1929)
- 2020 - John DeBrito, calciatore statunitense (n. 1968)
- 2020 - Martinho Lutero Galati, direttore di coro e musicista brasiliano (n. 1953)
- 2020 - Inna Makarova, attrice sovietica (n. 1926)
- 2020 - Angelo Moreschi, vescovo cattolico e missionario italiano (n. 1952)
- 2020 - Nimmi, attrice indiana (n. 1933)
- 2020 - Ignacio Trelles, calciatore e allenatore di calcio messicano (n. 1916)
- 2021 - Stan Albeck, cestista e allenatore di pallacanestro statunitense (n. 1931)
- 2021 - Bill Brock, politico statunitense (n. 1930)
- 2021 - Beverly Cleary, scrittrice statunitense (n. 1916)
- 2021 - Larry McMurtry, scrittore e sceneggiatore statunitense (n. 1936)
- 2021 - Uta Ranke-Heinemann, scrittrice, teologa e storica delle religioni tedesca (n. 1927)
- 2021 - Bertrand Tavernier, regista, sceneggiatore e produttore cinematografico francese (n. 1941)
- 2022 - Birago Balzano, fumettista italiano (n. 1936)
- 2022 - Bobby Hendricks, cantante statunitense (n. 1938)
- 2022 - Piero Cazzaniga, calciatore italiano (n. 1932)
- 2022 - Jacky Dorsey, cestista statunitense (n. 1954)
- 2022 - Taylor Hawkins, batterista statunitense (n. 1972)
- 2022 - Kathryn Hays, attrice statunitense (n. 1933)
- 2022 - Philip Jeck, artista e musicista inglese (n. 1952)
- 2023 - Juca Chaves, cantante, scrittore e umorista brasiliano (n. 1938)
- 2023 - Daniel Chorzempa, organista, clavicembalista e compositore statunitense (n. 1944)
- 2023 - Pavel Krotov, sciatore freestyle russo (n. 1992)
- 2023 - Pascoal Mocumbi, politico mozambicano (n. 1941)
- 2023 - Hans Richter, calciatore tedesco orientale (n. 1959)
- 2023 - Jacob Ziv, ingegnere israeliano (n. 1931)
- 2024 - Gennaro Barboni, politico e partigiano italiano (n. 1924)
- 2024 - Chris Cross, bassista britannico (n. 1952)
- 2024 - Maurice El Mediouni, cantante e pianista algerino (n. 1928)
- 2024 - Ambrogio Pelagalli, allenatore di calcio, calciatore e dirigente sportivo italiano (n. 1940)
- 2024 - Fritz Wepper, attore tedesco (n. 1941)
- 2025 - Juan Aguilera, tennista spagnolo (n. 1962)
- 2025 - Edith Ballantyne, attivista ceca (n. 1922)
- 2025 - Isidoro Gottardo, politico italiano (n. 1954)
- 2025 - J. Bennett Johnston, politico statunitense (n. 1932)
- 2025 - Eric Minkin, cestista statunitense (n. 1950)
- 2025 - Masahiro Shinoda, regista e sceneggiatore giapponese (n. 1931)